# Andrea Serna
Andrea Serna Salazar (Aranzazu, Caldas; 18 de enero de 1977) es una presentadora de televisión, locutora de radio y modelo colombiana.

## Trayectoria
Andrea Serna nació en el municipio de Aranzazu en el departamento de Caldas y después se fue a vivir a Cali, hasta los 19 años. Aunque estudió mercadeo y publicidad, su vida profesional ha estado enfocada a trabajar como presentadora en diferentes espacios de radio y televisión.
Su carrera como presentadora empezó en el programa de variedades La Selección, espacio en el cual una vez a la semana se enfrentaban en un partido de fútbol, los elencos de las producciones más vistas en la televisión colombiana, de ahí pasó a formar parte del equipo de conductores del programa No me lo cambie, donde tuvo una sección dedicada a las noticias del espectáculo, tiempo después se convirtió en la presentadora de La Sobremesa, el segmento de entretenimiento del Noticiero Nacional en sus emisiones de lunes a viernes al mediodía. En 1999 entró a formar parte del Canal RCN, presentando Andrea al extremo los fines de semana, donde las noticias de los famosos se mezclaban con los deportes de alto riesgo. En sus inicios en este canal también presentó Comandos, junto a Iván Lalinde, un concurso en el que un grupo de participantes enfrentaba pruebas durante un fin de semana viviendo en una base militar. De ahí pasó a conducir de lunes a viernes al mediodía la sección de entretenimiento, con Adriana Tono y Claudia Bahamón.
En 2003, empezó un nuevo ciclo en la misma sección, presentando al lado de Carolina Cruz en la emisión del mediodía y a las siete de la noche. En Noticias RCN, además de presentar en el set central en Bogotá, Andrea fue la responsable de los cubrimientos de eventos como Miss Universo en Panamá, Puerto Rico y Tailandia, la Semana de la Moda en Milán, Colombiamoda, Colombiatex, Cali Exposhow y las ferias y fiestas más importantes del país. En 2005, después de seis años haciendo parte del equipo de presentadores del noticiero, pasó a ser la conductora de El Factor X, programa del que fue presentadora hasta la tercera temporada. Luego presentó dos temporadas de El Jugador y una de Se busca intérprete. Desde 2007, es una de las presentadoras del Concurso Nacional de Belleza. En 2008 acompañó al argentino Iván de Pineda en una serie de doce especiales sobre Colombia bajo el título Destino Fox Sports.
La primera vez que Andrea salió al aire en un programa de radio, fue en el Mañanero de la Mega (2000), un espacio juvenil y divertido dedicado a la música, ahí durante dos años compartió mesa de trabajo con Alejandro Villalobos, Andrés López, Alexandra Mariño y Mauricio Quintero. En 2004 volvió a la radio con Vicky Dávila el programa Llegó la Hora y posteriormente RCN La Radio de la Mañana con Yolanda Ruiz y Jorge Espinosa. Su más reciente participación en radio fue como directora del programa A la hora del té de RCN La Radio.
Desde 2012, fue la presentadora de Protagonistas de Nuestra Tele, la versión colombiana de Protagonistas de Novela, formato en el que también ha participado como profesora de presentación. Durante tres años recorrió diferentes países de América grabando el programa Entrevista Andrea, para el canal NTN24 por el que pasaron celebridades como Ricky Martin, Miguel Bosé, Vicente Fernández, Juanes, Chayanne y Eugenio Derbez, entre otros.
En julio de 2017 y tras 18 años de trabajar en RCN, la presentadora renunció del canal para buscar nuevos proyectos. Años más tarde en 2023, reveló que su decisión la tomó cuando sintió que sus labores se tornaron repetitivas, decidiendo dar un paso al costado.
A comienzos del 2018, Andrea inicia su carrera en el Canal Caracol Televisión presentando un nuevo formato del canal llamado The Wall, programa en el que cada noche una pareja, ya sea de novios, esposos, amigos, familiares o cualquier tipo de pareja, jugaban respondiendo preguntas y apostando el dinero que iban ganando para reunir la mayor cantidad posible para poder cumplir algún sueño que tuvieran.
En 2019, Andrea condujo La Agencia, un reality show colombiano ambientado en el mundo de la moda y las pasarelas, internacionales, en el que un grupo de hombres y mujeres competirán por alcanzar un premio. En ese mismo año, se convierte en la presentadora de la decimosexta temporada del reality show colombiano, Desafío, titulada Desafío 2019: Súper Regiones.
En 2020, condujo junto a Laura Tobón, Colombia cuida a Colombia, un programa que tuvo como iniciativa invitar, tanto a las empresas, como a las personas naturales, a que se solidaricen y ayuden a mitigar el impacto negativo de la pandemia del COVID-19 en personas en condición de vulnerabilidad. En noviembre de 2020, conduce Diseñador en Casa para el canal Discovery Home & Health en Latinoamérica. Y en diciembre de 2020, participa en Voy por ti, juega por mí, un programa concurso presentado por Carlos Calero que buscaba apoyar el trabajo de Unicef a favor de la niñez colombiana, donde compitió junto a Catalina Gómez, Iván Lalinde y Mateo Carvajal en seis diferentes pruebas de habilidad y destreza durante la transmisión en el que los televidentes también pudieron participar por diferentes premios, dependiendo de las donaciones realizadas.
En 2021, luego de la pandemia de COVID-19, regresa como presentadora de la decimoséptima temporada del reality show colombiano Desafío, titulada Desafío 2021: The Box, y conduciendo también las temporadas posteriores tituladas Desafío 2022: The Box 2, y Desafío 2023: The Box 3.

## Filmografía

### Conducción
| Año       | Título                              | Rol          | Canal                   | Ref    |
| --------- | ----------------------------------- | ------------ | ----------------------- | ------ |
| 1998      | Andrea al extremo                   | Presentadora | Canal RCN               |        |
| 1999-2000 | Comando                             | Presentadora | Canal RCN               |        |
| 1999-2005 | Noticias RCN                        | Presentadora | Canal RCN               |        |
| 2005-2011 | El Factor X                         | Presentadora | Canal RCN               |        |
| 2006-2011 | Factor Xs                           | Presentadora | Canal RCN               |        |
| 2007      | El jugador                          | Presentadora | Canal RCN               |        |
| 2007-2013 | Concurso Nacional de Belleza        | Presentadora | Canal RCN               |        |
| 2008      | Se busca intérprete                 | Presentadora | Canal RCN               |        |
| 2011-2012 | Entrevista Andrea                   | Presentadora | NTN24                   | [ 4 ]  |
| 2012-2014 | Protagonistas de Nuestra Tele       | Presentadora | Canal RCN               | [ 3 ]  |
| 2012-2013 | A la hora del té                    | Presentadora | RCN La Radio            |        |
| 2015      | Factor XF                           | Presentadora | Canal RCN               |        |
| 2015-2017 | Concurso Nacional de Belleza        | Presentadora | Canal RCN               |        |
| 2016      | Misión impacto                      | Presentadora | Canal RCN               |        |
| 2017      | Kids Choice Awards Colombia         | Presentadora | Nickelodeon             |        |
| 2018      | The Wall                            | Presentadora | Caracol Televisión      |        |
| 2019      | La Agencia                          | Presentadora | Caracol Televisión      |        |
| 2019      | Desafío 2019: Súper Regiones        | Presentadora | Caracol Televisión      | [ 7 ]  |
| 2020      | Colombia cuida a Colombia           | Presentadora | Caracol Televisión      | [ 8 ]  |
| 2020      | Diseñador en Casa                   | Presentadora | Discovery Home & Health | [ 9 ]  |
| 2020      | Voy por ti juega por mi             | Participante | Caracol Televisión      | [ 10 ] |
| 2021      | Desafío 2021: The Box               | Presentadora | Caracol Televisión      | [ 11 ] |
| 2022      | Desafío 2022: The Box 2             | Presentadora | Caracol Televisión      | [ 12 ] |
| 2022-2024 | Produ Awards                        | Conductora   |                         | [ 14 ] |
| 2023      | Desafío 2023: The Box 3             | Presentadora | Caracol Televisión      | [ 13 ] |
| 2024      | Desafío XX                          | Presentadora | Caracol Televisión      | [ 15 ] |
| 2025      | Desafío 2025: Desafío del Siglo XXI | Presentadora | Caracol Televisión      | [ 16 ] |

### Novelas
| Año       | Título               | Personaje    | Canal     |
| --------- | -------------------- | ------------ | --------- |
| 1999-2001 | Yo soy Betty, la fea | Ella misma   | Canal RCN |
| 2005      | Los Reyes            | Presentadora | Canal RCN |

## Giras
- Factor XS: Audiciones
- Protagonistas de Nuestra Tele
- Sebastián el cangrejo en la Teletón junto a Samuel E. Wright y Mika

## Premios y nominaciones
| Año  | Premiación                  | Categoría                                | Trabajo                            | Resultado |        |
| ---- | --------------------------- | ---------------------------------------- | ---------------------------------- | --------- | ------ |
| 2007 | Premios TVyNovelas Colombia | Presentadora de entretenimiento          | El Factor X                        | Ganadora  |        |
| 2012 | Premio India Catalina       | Presentadora de entretenimiento          | Factor XS                          | Ganadora  | [ 17 ] |
| 2013 | Premios TVyNovelas Colombia | Presentadora de entretenimiento          | Protagonistas de Nuestra Tele 2012 | Ganadora  | [ 18 ] |
| 2014 | Premios TVyNovelas Colombia | Presentadora de entretenimiento          | Protagonistas de Nuestra Tele 2013 | Ganadora  | [ 19 ] |
| 2021 | Produ Awards                | Mejor presentadora de televisión         | Desafío 2021: The Box              | Ganadora  | [ 20 ] |
| 2023 | Produ Awards                | Mejor presentadora de reality - concurso | Desafío 2023, The Box              | Ganadora  | [ 21 ] |